# دویچلندسبرگ
دویچلندسبرگ (به آلمانی: Deutschlandsberg District) یک ناحیه در اتریش است که در اشتایرمارک واقع شده‌است. دویچلندسبرگ ۶۱٬۴۹۸ نفر جمعیت دارد.